# El Escobal, Chiapas
El Escobal är en ort i Mexiko.   Den ligger i kommunen Ixtacomitán och delstaten Chiapas, i den sydöstra delen av landet, 700 km öster om huvudstaden Mexico City. El Escobal ligger 754 meter över havet och antalet invånare är 403.
Terrängen runt El Escobal är kuperad åt nordväst, men åt sydost är den bergig. Terrängen runt El Escobal sluttar norrut. Runt El Escobal är det ganska tätbefolkat, med 54 invånare per kvadratkilometer. Närmaste större samhälle är Pichucalco, 15,7 km norr om El Escobal. I omgivningarna runt El Escobal växer i huvudsak städsegrön lövskog.